# Zandberg (Moerdijk)
Zandberg is een voormalige buurtschap, gelegen in de huidige gemeente Moerdijk. Het lag tussen Klundert en Moerdijk, op de plaats van het huidige industrieterrein Moerdijk, evenals de voormalige buurtschap Nieuwendijk.